# Communiqué
Communiqué este al doilea album al trupei britanice de rock Dire Straits.

## Lista pieselor
1. „Once Upon a Time in The West” (5:25)
2. „News” (4:14)
3. „Where Do You Think You're Going ?” (3:49)
4. „Communiqué” (5:49)
5. „Lady Writer” (3:45)
6. „Angel of Mercy” (4:36)
7. „Portobello Belle” (4:29)
8. „Single Handed Sailor” (4:42)
9. „Follow Me Home” (5:50)

- Toate cântecele au fost scrise de Mark Knopfler.

## Discuri single
- „Lady Writer” (1979)
- „Where Do You Think You're Going ?” (1979)

## Componență
- Mark Knopfler — chitară, chitară ritmică, voce
- John Illsley — chitară bas, voce
- David Knopfler — chitară ritmică, voce
- Pick Withers — baterie
- B. Bear — claviaturi